# Parc naturel marin des Glorieuses
Pour les articles homonymes, voir Glorieuse.
Le parc naturel marin des Glorieuses était un parc naturel marin situé à l'entrée du canal du Mozambique, autour des Îles Glorieuses, dans l'Océan Indien. Il s'étendait sur plus de 43 000 km² jusqu'à la limite de la zone économique exclusive. Créé début 2012, c'était le quatrième parc naturel marin à avoir été créé en France et le deuxième de l'océan Indien après le parc naturel marin de Mayotte avec lequel il était attenant. Le 8 juin 2021 la réserve naturelle nationale de l'archipel des Glorieuses, qui reprend environ 24% de sa superficie, le remplace.

## Histoire
Le territoire des Glorieuses a connu de nombreux soucis à cause de certaines activités illégales comme la pêche ou le tourisme. Pour encadrer ces activités, tout en protégeant l'ensemble de la zone économique exclusive, les Terres australes et antarctiques françaises (TAAF) et l'Agence des aires marines protégées ont mis en place un outil de gestion.
C'est ainsi que le parc naturel marin des Glorieuses a été créé par décret le 22 février 2012.
Le parc est entré dans sa phase opérationnelle en 2015 avec l'approbation par le conseil de gestion du plan de gestion le 26 janvier, ainsi qu'avec sa validation le 31 mars par le conseil d'administration de l'Agence des aires marines protégées.
Le 8 juin 2021, dans son article 42, le décret de création de la réserve naturelle nationale de l'archipel des Glorieuses abroge le décret de création du Parc naturel marin.

## Périmètre

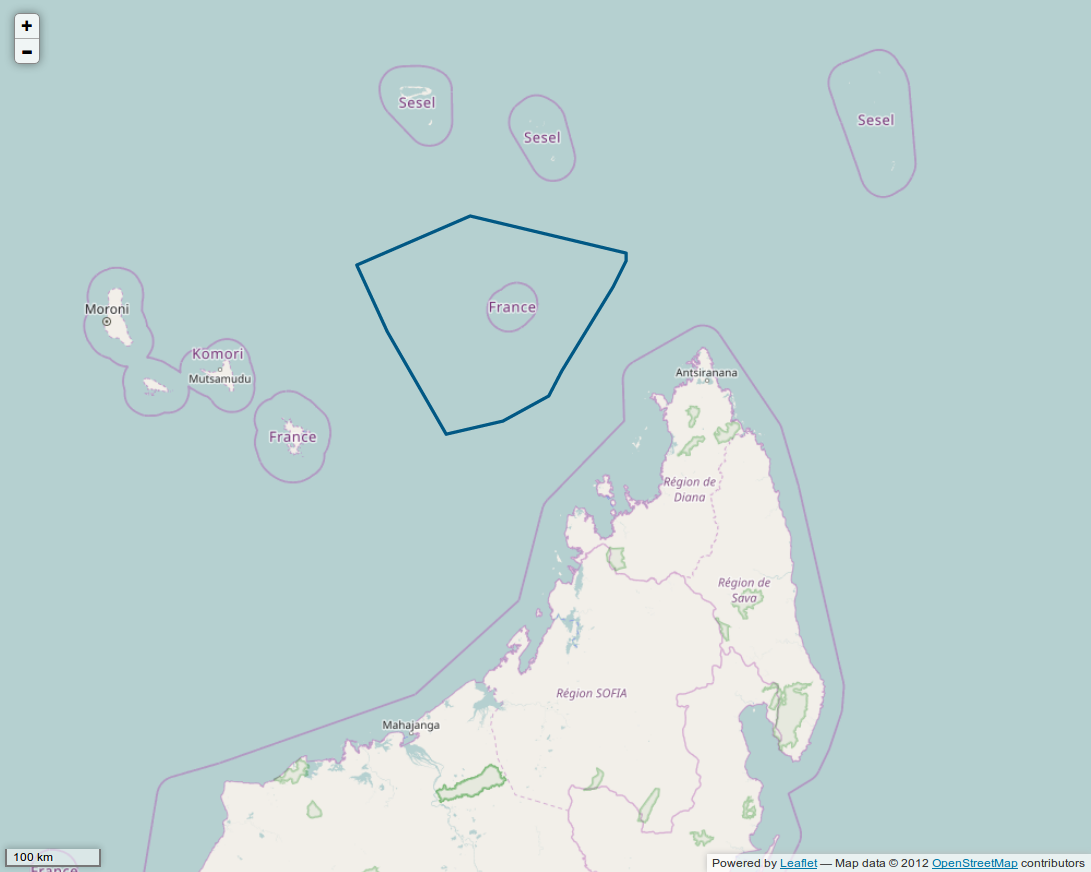
Périmètre du PNM.

Le parc naturel marin des Glorieuses s'étendait entre Mayotte, les Seychelles, Madagascar et les Comores ; il était centré sur les îles Glorieuses (et incluait quelques récifs dont le banc du Geyser et celui de la Cordelière) ; il englobait la zone économique exclusive. 
Le parc couvrait une aire comprise entre le haut de l'estran (limite du domaine public maritime) jusqu'à une ligne fermée reliant les points A à N dont les coordonnées géographiques sont les suivantes dans le système WGS 84 :
- A : 11° 08′ 23″ S, 45° 46′ 03″ E
- B : 10° 39′ 01″ S, 46° 54′ 40″ E
- C : 11° 01′ 15″ S, 48° 29′ 07″ E
- D : 11° 05′ 40″ S, 48° 29′ 00″ E
- E : 11° 29′ 20″ S, 48° 21′ 05″ E
- F : 12° 11′ 00″ S, 47° 50′ 10″ E
- G : 12° 20′ 55″ S, 47° 45′ 05″ E
- H : 12° 25′ 30″ S, 47° 42′ 00″ E
- I : 12° 32′ 50″ S, 47° 29′ 05″ E
- J : 12° 40′ 05″ S, 47° 14′ 30″ E
- K : 12° 45′ 45″ S, 46° 51′ 30″ E
- L : 12° 48′ 08″ S, 46° 40′ 16″ E
- M : 12° 12′ 58″ S, 46° 19′ 23″ E
- N : 11° 47′ 44″ S, 46° 04′ 22″ E

Le parc est contigu avec le parc naturel marin de Mayotte.

## Orientations de gestion
Le Parc avait quatre grands objectifs que l'on appelle orientation de gestion et qui ont été fixés par le décret de création. Les orientations de gestions du parc naturel marin des Glorieuses étaient : la protection du patrimoine naturel, la pêche durable, l'observation scientifique et l'écotourisme.

### Patrimoine naturel
Du fait de l'isolement du parc et de l’absence d'habitants, le parc naturel marin des Glorieuses possédait un patrimoine naturel exceptionnel. La préservation de ce patrimoine était donc un de ses enjeux majeurs. Notamment les tortues (on compte un grand nombre d'habitats pour les juvéniles de tortues dans le parc), les récifs coralliens (et plus particulièrement comprendre l'ampleur du blanchissement corallien), les herbiers marins (les données collectées on déjà permises de confirmer la présence de 5 espèces de phanérogames) et les mammifères marins; tout en surveillant de manière adaptée et en sensibilisant les usagers.

### Pêche durable
La pêche est la principale activité dans le secteur du parc, c'est pourquoi le parc avait pour objectif de promouvoir la pêche durable en veillant à ce que la pêche sur les bancs récifaux (comme celui du Geyser et de la Cordelière) respecte l'environnement et les habitats. En effet, le Parc faisant partie de la zone économique exclusive, la pêche était strictement interdite dans les eaux territoriales. Il était donc important de renforcer la surveillance et l'encadrement des activités.

### Observation scientifique
Le territoire du parc naturel marin des Glorieuses comme celui des îles Éparses était considéré comme un observatoire scientifique privilégié du fait de son isolement. C'est pourquoi l'un des objectifs du parc a été d'améliorer les connaissances scientifiques de la biodiversité marine du canal du Mozambique en faisant des observations scientifiques, comme par exemple évaluer la qualité de l'eau.

### Écotourisme
L'accès au parc et les activités touristiques étaient strictement réglementés, le dernier des objectifs étant de développer l'écotourisme et encadrer les pratiques touristiques en s'assurant que les démarches de ces activités soient durables et respectueuses du milieu marin.

## Conseil de gestion
Le parc était gouverné par le conseil de gestion, composé de 20 membres répartis comme suit: cinq représentants de l’État, sept experts qualifiés, trois représentants d'associations de protection de l'environnement, quatre représentants des organisations représentative des professionnels et le président du conseil de gestion du parc naturel marin de Mayotte. Ces membres ont été nommés par l'arrêté conjoint no 2012-89 du 17 août 2012.
Le conseil de gestion était chargé d'élaborer le plan de gestion ainsi que sa mise en œuvre et choisissait les actions à mener. Le conseil de gestion pouvait également donner son avis sur les projets qui concernaient le parc. 

## Biodiversité marine
Le parc naturel marin des Glorieuses possédait un récif de 17 km de long et d'une superficie de 165 km². Du fait de son isolement, l'archipel est relativement préservé et renferme une richesse dans sa biodiversité marine et en fait une référence pour l'observation de l'environnement marin, les recherches scientifiques et le suivi des changements globaux qui affectent notre planète.
De plus, au vu de son état quasi indemne d'actions anthropiques, les missions scientifiques étaient difficiles à mettre en place mais ont  permis de recenser un millier d'espèces (par exemple, plus de 150 espèces de cnidaires et 349 espèces de poissons récifaux).
Le parc a servi également de zone de refuge à de nombreuses espèces menacées comme les tortues marines tortues vertes et tortues imbriquées, certains mammifères marins, des raies, des requins, certains oiseaux marins tels les sternes fuligineuses... Près de 10% des espèces présentent sont inscrites sur les annexes de conventions internationales ou figurent sur la liste rouge de l'Union Internationale pour la Conservation de la Nature (UICN).